# Felicity Kendal
Felicity Kendal est une actrice anglaise, née le 25 septembre 1946 à Olton dans les Midlands de l'Ouest. Elle joue avec Pam Ferris dans "Rosemary & Thyme".
En 2008, elle joue le rôle de Lady Clemency Eddison, dans l'épisode de Doctor Who Agatha Christie mène l'enquête.
Elle a aussi fait beaucoup de théâtre.